# Krakenhoff
Krakenhoff var en svensk adelsätt. Henrik Hansson Kråka (son till Hans Kråka) adlades 1647 och tog namnet Krakenhoff, introducerad på Riddarhuset under nummer 403 . I Tyskland går han under namnet Heinrich von Krackenhoff. Han köpte Schwarzburg-byn  Bellstedt  utanför Erfurt i Tyskland av Greven av Schwarzburg omkring 1650. Han fick minst två söner. En teori är att en av sönerna är Wilhelm Heinrich von Krackenhoff från Bellstedt. Släkten finns representerad i Preussen och tidigare även i Brandenburg, där den dock är utslocknad .  
Efter Hans von Krackenhoffs död 1680 och sönernas död verkar egendomen i Bellstedt gått i arv till en syster, som därefter sålt egendomen 1720 till fogden von Niebecker zu Elingen. Släkten hade även ägor under 80 år nära Guben och Görlitz, Canig och Klitten.
Ätten levde fortfarande 1867 runt Dresden när en musketör Borgmann klagade mot Löjtnant von Krackenhoff för förolämpningar.

## Biografi för Henrik Krakenhoff
- 1627. Ingenjör vid svenska armén i Preussen.[1][9]
- 1631. Kapten vid ett tyskt regemente i svensk sold.[1][9]
- 1638. Greve Anton Heinrich von Schwarzburg-Sondershausen skänker byn Bellstedt till sin "Kammerdiener". Den köper sedan Henrik Krakenhoff omkring 1650.[10] [4]
- 1644. Gift med Anna Katharina (-1680), oäkta dotter till Greve Anton Heinrich von Schwarzburg-Sondershausen (1571-1638).[2]
- 1647-06-12. Adlad till Krakenhoff.[1][9]
- 1648. Major vid Casper Ermes regemente i Erfurt.[11]
- 1649. Introducerad i Riddarhuset under nr 403.[1]
- 1658-06-18. Den 18 juni 1658 anställde Hertigen nyligen Överstelöjtnant Heinrich von Krakenhoff. … och utsåg honom till befälhavare för hela kommittén. Krakenhoff hade tidigare varit major i svensk tjänst … [12].
- 1659. Överstelöjtnant.[13]
- 1659. Medlem i Palmorden (Die Fruchtbringende Gesellschaft) med titeln "Der Befriedigende".[13]
- 1660. Heinrich von Krackenhof som överstelöjtnant och kommissarie i Weimar i ett studentupplopp.[4]
- 1662-1664. Skickar sina söner till privatläraren Vitus Höllinus (1642-1691).[5]
- 1680. Död.[2]
- Övrigt: Hade egendom i Åbo län.[1]

## Personer med släktnamnet Krakenhoff eller von Krackenhoff
- Henrik Krakenhoff / Heinrich von Krackenhoff. Nämnd 1627-1680. Gift med Anna Katharina (-1680), oäkta dotter till Greve Anton Heinrich von Schwarzburg-Sondershausen (1571-1638).[2]
- Florine von Krackenhoff. Nämnd 1678-1692. Gift med Christian Conrad von Schlotheim.[14]
- Katharina von Krackenhoff. Född ca 1680-90. Gift med Heinrich Wilhelm von Grassenburg.
- Georg Christoph von Krackenhoff. Sächs. Lieut. i Weißenfels. Gift 28 januari 1737 med Sidonie Karoline von Tettenborn.[15]
- Wilhelm Heinrich von Krackenhoff / Wilhelmo Heinrico de Krackenhofen. Schwarzburg Sonderhaussischen Ober-Stallmeistern. Död innan 1714. Gift med Sophia Elisabeth von Hausen.[16]
- Johanne Caroline von Krackenhoff. Född 1743. Död 1799. Gift med Carl Wilhelm von Minckwitz.[17]
- Carl Heinrich von Krackenhoff. Churfürstlich Sächsisch Kammerherr [18], Lieutenant Reg v. Borf [19] och Premierlieutenant.[20] Ägde godset Canig (Kanig/Kaniów) [18], Grochow (Grocho) [21] och Zschiegern [21] utanför Gubin.  Död 1793. Gift med Christiane von Nostitz.[22]
- Sophie Elenore von Krackenhoff.[23] Kan dock vara samma person som Sophie Eleonora von Metzradt, född i Siegersdorf. Som i sitt andra gifte gifter sig 1787 med Karl Heinrich von Krackenhof[24] [25] [26].
- Anna Sophia von Krackenhoff. Död 21 mars 1739. Gift 1712 med Freiherr Johann George von Werthern. K. Preuss Hauptmann.[27][28]
- Wilhelmine von Krackenhoff. Överstelöjtnantsänka, bodde på Ritterstraße, Neustadt i Dresden år 1797.[29]
- Ants. Gunths. von Krackenhoff. Finns i matrikeln på universitetet i Jena, 1660.[30]
- Casp. Hch. von Krackenhoff. Finns i matrikeln på universitetet i Jena, 1660-1664 (8 nov).[30]
- Joh/Jhn. Wilh. von Krackenhoff. Finns i matrikeln på universitetet i Jena, 1660-1664 (8 nov).[30]
- Lutho Ehicus von Krackenhoff. Finns i matrikeln på universitetet i Jena, 1660.[30]
- Hans Wilhelm von Krackenhoff. Kapten, 1751[31][32]. Obristlieutenant bei dem zweiten Kreisregiment, 1761 [33] [31][34]. Nämnd 1751-1782 [35], 1761-1782 [31]. Hade minst en dotter.[36]
- Hans Krakenhoff. Född ca 1770 i Kaltenkirchen, Schleswig-Holstein, Preussen, Germany. Son till Jochim Krakenhoff och Else Lohse. Gift 21 August 1807 i Kaltenkirchen, Schleswig-Holstein, Preussen, Germany med en kvinna (född ca 1774).[37]
- Christoph Krakenhof. Gift med Caroline Louise Schulze (Född ca. 1819. Död 30 Aug 1858 i Meinersen, Gifhorn, Hannover, Preußen. Dotter till Johann Heinrich Schulze och Ilse Dorothee Grastorf).[38]
- Heinrich Hermann Schenk (Alias Krakenhoff). Född 8 juli 1830, Berlin, Brandenburg, Preußen. Son till Heinrich Krakenhoff och Caroline Emilie Augusts.[38]

## Ättens anor
- Ättens äldste kände stamfader är Anders Larsson. Nämnd från 1539-1560. Landsköpman och bosatt i Sunderbyn, Luleå landsförsamling.[39]
- Nils Andersson Kråka. Nämnd 1545-1613. (Son till Anders Larsson) Birkarl, landsköpman, nämndeman och borgare.[40] Bosatt i Sunderbyn och Stockholm.
- Hans Nilsson Kråka. Nämnd 1570-1644 (Son till Nils Andersson Kråka). Lappfogde i Ångermanland, Umeå och Piteå lappmarker. Bosatt i Sunderbyn, Umeå och Piteå.[källa behövs]

## Ättlingar till släkten

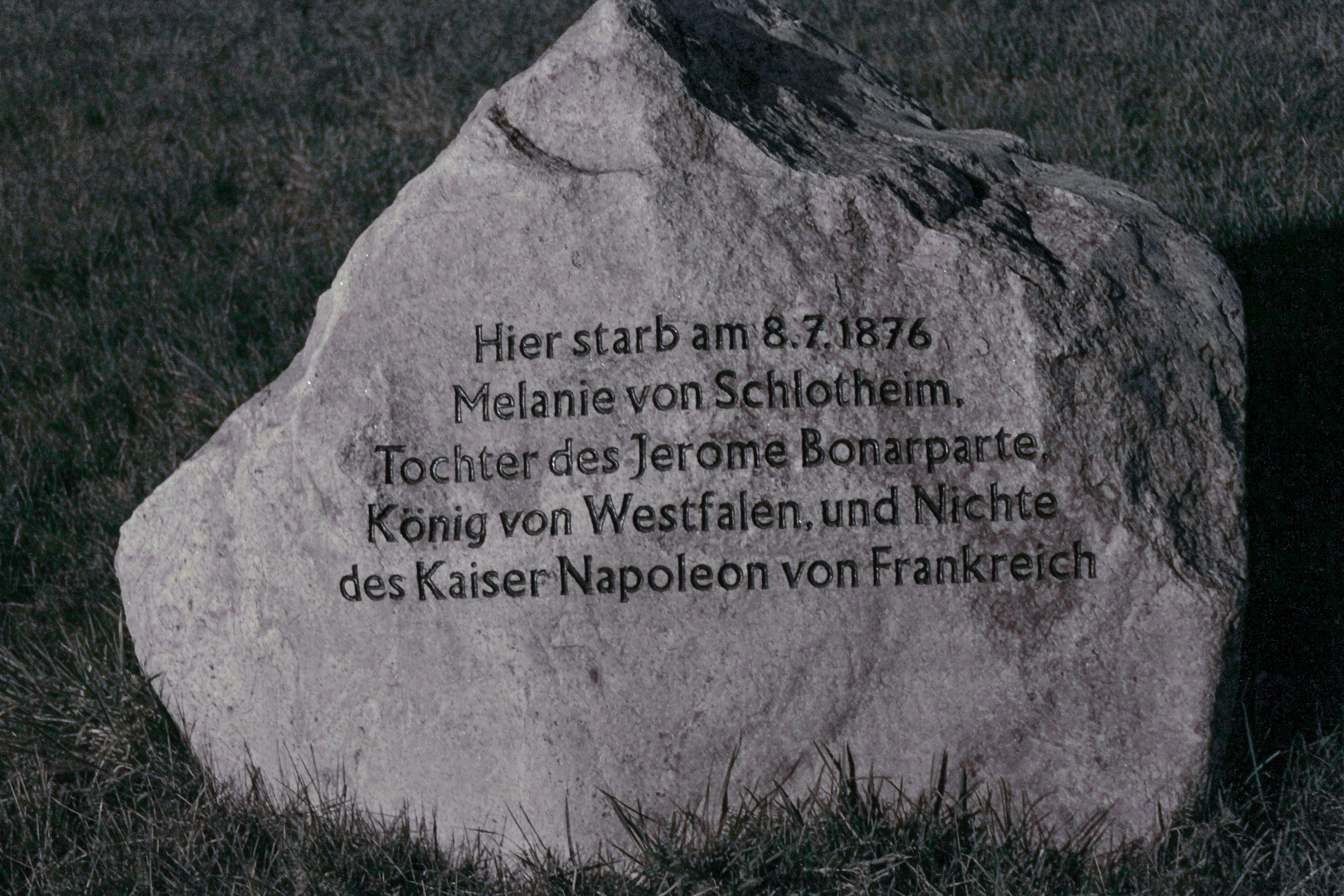
Minnessten för Melanie von Schlotheim vid platsen för huset där hon dog.

Friherre Carl Ludwig Theodor von Schlotheim (1796–1869) vars farfars-farmor var Florine von Krackenhof. Fick dessa barn nedan med Melanie von Schlotheim.  (född Félicité-Mélanie Adélaïde Lagarde), oäkta dotter till Jérôme Bonaparte, Kung av Westfalen och yngste bror till Kejsaren Napoleon I).
- Friherre Eduard Ernst Franz Johann von Schlotheim. Född 16 augusti 1823 i Paris, Frankrike. Död 15 juli 1886 i Seifershau, Schlesien. Var bland annat Pastor i Sheboygan, Wisconsin, Nordamerika dit han kom med sin fru 1868. Men återvände någon gång efter 1875 tillbaka till Tyskland.
- Charlotte Luitgarde Ernestine Melanie von Schlotheim. Född 6 november 1821 i Triest.
- Mathilde Auguste Charlotte Henriette Emilie von Schlotheim. Född 3 maj 1826 i Wietersheim.
- Emilie Jérômia Melanie von Schlotheim. Född 12 oktober 1828 i Minden.